# La Tranca
La Tranca är en ort i Mexiko.   Den ligger i kommunen Hueytlalpan och delstaten Puebla, i den sydöstra delen av landet, 170 km öster om huvudstaden Mexico City. La Tranca ligger 790 meter över havet och antalet invånare är 316.
Terrängen runt La Tranca är huvudsakligen kuperad, men västerut är den bergig. Runt La Tranca är det ganska tätbefolkat, med 129 invånare per kvadratkilometer. Närmaste större samhälle är Hueytlalpan, 3,4 km väster om La Tranca. I omgivningarna runt La Tranca växer huvudsakligen savannskog.